# ملک‌الموت (فیلم)
ملک‌الموت (به اسپانیایی: El ángel exterminador) فیلمی محصول شرکت مکزیکی گوستاو آلسترید به کارگردانی لوئیس بونوئل است. این فیلم دومین فیلم از سه‌گانه بونوئل با همکاری گوستاو آلسترید و سیلویا پینال است. فیلم ملک‌الموت از سوی منتقدان مکزیکی به عنوان شانزدهمین فیلم سینمای مکزیک شناخته شده است و در لیست هزار فیلم برتر سینما از نظر نیویورک تایمز قرار دارد.

## داستان
مهمانان خانه سینیور نوبیل به دلیل غیر قابل توضیحی قادر به ترک خانه میزبان خود نیستند و هر تلاشی برای خروج، بی‌نتیجه رها می‌شود، گویی که هم در تلاش برای خروج هستند و هم اراده‌ای برای رفتن وجود ندارد.

## بازیگران
- سیلویا پینال (لتیشیا)
- انریکه رامبال (ادموندو نوبیل)
- کلودیو بروک (خولیو)
- خوزه باویرا (لئاندرو گومز)
- آگوستو بندیکو (کارلوس کنده)
- آنتونیو براوو (سرجیو راسل)
- ژاکلین آندره (آلیشیا دو روک)
- سزار دل کامپو (کلنل)
- رزا النا دورجل (سیلویا)
- لوسی گالاردو (لوچیا نوبیل)

## جوایز
- ۱۹۶۲: نامزد نخل طلای جشنواره کن